# 普鲁士诺因基兴
諾因基興足球俱樂部（Neunkirchen e.V.） 是位於德國薩爾州諾因基興的一家足球俱樂部。俱樂部成立於1907年，是由FC 1905 Borussia和SC Neunkirchen這兩家俱樂部合併組建的。俱樂部在歷史上參加過德甲的比賽。